# Dully
Dully (toponimo francese) è un comune svizzero di 638 abitanti del Canton Vaud, nel distretto di Nyon.

## Geografia fisica
Dully è affacciato sul lago di Ginevra.

## Monumenti e luoghi d'interesse

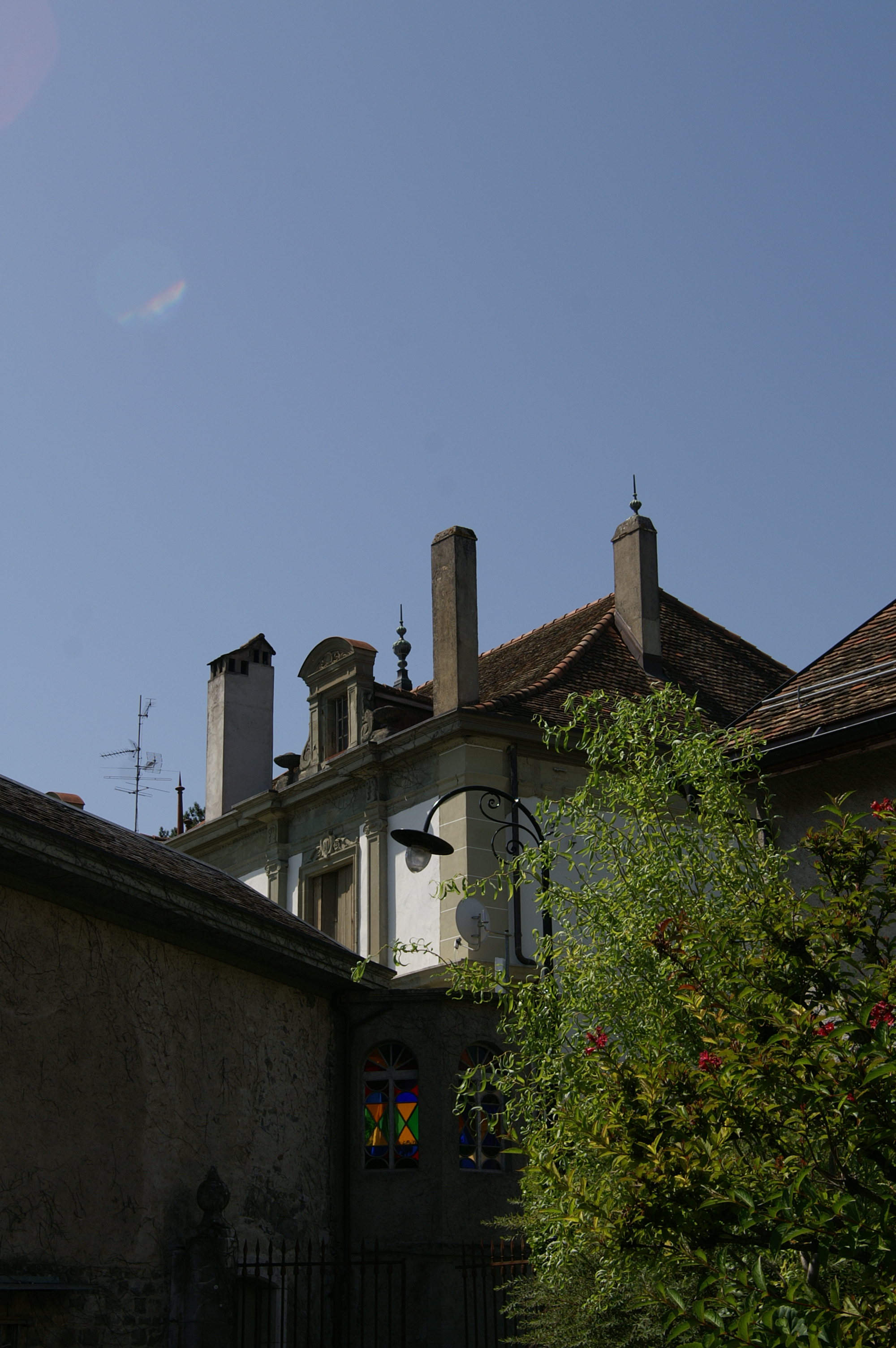
Il castello di Dully

- Castello di Dully, eretto nel Medioevo e ricostruito nel 1884[1].

## Società

### Evoluzione demografica
L'evoluzione demografica è riportata nella seguente tabella:
Abitanti censiti

## Amministrazione
Ogni famiglia originaria del luogo fa parte del cosiddetto comune patriziale e ha la responsabilità della manutenzione di ogni bene ricadente all'interno dei confini del comune.